# Distaplia australiensis
Distaplia australiensis is een zakpijpensoort uit de familie van de Holozoidae. De wetenschappelijke naam van de soort is voor het eerst geldig gepubliceerd in 1953 door Brewin.